# Metal (EP)
Metal ist die erste EP der US-amerikanischen Heavy-Metal-Band Newsted. Sie erschien am 8. Januar 2013 über Chophouse Records. 

## Entstehung
Ursprünglich wollte Sänger und Bassist Jason Newsted zur Hochzeit mit seiner Frau Nicole das Lied Cobalt aufnehmen. Ein Freund vermietete ihm das Studio Creation Lab in der kalifornischen Stadt Turlock für eine Woche im Oktober 2012. Die Band zahlte hierfür 2.000 Dollar. Innerhalb von drei Tagen war das Lied Cobalt aufgenommen. An den restlichen vier Tagen nahmen die Musiker vier weitere Lieder auf, die schließlich auf der EP veröffentlicht wurden. Die Lieder King of the Underdogs und Skyscraper schrieb Jason Newsted bereits im Jahre 2006 für das Projekt Rock Star Supernova, das Newsted seinerzeit mit Tommy Lee und Gilby Clarke betrieb. Das Lied Soldierhead entstand laut Newsted innerhalb von 20 Minuten.
Produziert wurde die EP von Jason Newsted mit Unterstützung von Frank Munoz. Aufgenommen, gemischt und gemastert wurde Metal von Anthony Focx. Für das Lied Soldierhead wurde ein Musikvideo gedreht. Veröffentlicht wurde Metal über Newsteds eigenes Plattenlabel Chophouse Records und war zunächst nur über iTunes erhältlich. Eine Woche später wurde die EP auch auf CD veröffentlicht.

## Hintergrund
Das Lied Soldierhead wurde von dem Lebenslauf von Pat Tillman inspiriert. Tillman war ein professioneller American-Football-Spieler in der National Football League. Nach den Terroranschlägen vom 11. September 2001 beendete er seine Karriere und schloss sich der United States Army an. In Afghanistan starb Tillman durch Beschuss durch die eigene Armee. Godsnake bezieht sich auf eine Geschichte aus der Bibel, in der Gott in Form einer Schlange erscheint. Mit dem Lied will Jason Newsted ausdrücken, dass man andere Menschen nicht durch ihr Aussehen beurteilen soll. Skyscraper ist ein Anti-Kriegslied.

## Rezeption
Gregory Heaney von Allmusic schrieb, dass Metal „sicherlich ein vielversprechender erster Schuß eines Heavy-Metal-Veterans“ sei, der die Fans von Newsteds anderen Projekten „hungrig nach mehr hält“. Reinhold Reither vom österreichischen Onlinemagazin Stormbringer bezeichnete Metal zwar „noch nicht als das Gelbe vom Ei“, aber als „hörenswertes erstes Lebenszeichen einer neuen Band“ und vergab 3,5 von fünf Punkten. Die EP wurde in der ersten Woche nach der Veröffentlichung etwa 6.200 Mal in den USA verkauft und belegte Platz 62 der US-amerikanischen Albumcharts.